# Anne Wyllie
Anne Louise Wyllie (Auckland, 13 de junio de 1985) es una microbióloga neozelandesa que ha trabajado en estudios comunitarios para comprender mejor las enfermedades neumocócicas. Es parte de la Unidad de Modelos de Salud Pública de la Universidad Yale. Es conocida por desarrollar el método de PCR SalivaDirect para analizar la saliva para el SARS-CoV-2, el virus que causa la COVID-19.

## Primeros años y educación
Wyllie estudió en Northcote College en Auckland. Completó una licenciatura en Ciencias Biomédicas en la Universidad de Auckland en 2007, seguida de una Maestría en Ciencias Médicas en 2009 en el Centro de Investigación de la Sociedad del Cáncer de Auckland (Universidad de Auckland), con una disertación titulada In vitro studies of the anti-tumour agent DMXAA («Estudios in vitro del agente antitumoral DMXAA»). Wyllie completó un doctorado en microbiología médica en 2016 en la Universidad de Utrecht, con una disertación titulada Molecular surveillance of pneumococcal carriage in all ages («Vigilancia molecular del transporte neumocócico en todas las edades»). Trabaja como investigadora científica en el Departamento de Epidemiología de Enfermedades Microbianas en la Escuela de Salud Pública de Yale en la Universidad Yale.

## Investigación de pruebas de saliva
Wyllie había estado trabajando en la saliva como fuente de muestra desde 2011 para mejorar la detección de la bacteria neumococo en entornos comunitarios.
Al comienzo de la pandemia de COVID-19, Wyllie se unió a las respuestas de Yale IMPACT Covid donde se encontraron con un colapso de la cadena de suministro para los hisopos nasofaríngeos, así como la duda tanto de los pacientes como del personal de atención médica para realizar los hisopos. Esto la llevó a abogar por la validación de las pruebas de saliva para el SARS-CoV-2. Wyllie quería desarrollar una prueba de saliva para el SARS-CoV-2, pero se vio obstaculizada por falta de fondos.
Para abril de 2020, Wyllie y sus colegas demostraron que la saliva podría ser una muestra sensible y confiable para la detección del SARS-CoV-2. Wyllie y su equipo compararon muestras una al lado de la otra de hisopos nasofaríngeos «estándar de oro» y muestras de saliva. Descubrieron que las muestras de saliva podían ser igualmente fiables. También encontraron que los individuos asintomáticos daban positivo en las muestras de saliva varios días antes de que los hisopos nasofaríngeos fueran positivos. Sin embargo, Wyllie quería desarrollar aún más la saliva como un tipo de muestra para permitir pruebas frecuentes y repetidas y reducir los costos de las pruebas para que las pruebas sean más accesibles. Durante la primavera de 2020, Wyllie y Nathan Grubaugh desarrollaron una prueba llamada SalivaDirect, descrita como más simple, más barata y menos invasiva que las pruebas nasofaríngeas. La prueba SalivaDirect recolecta saliva en un tubo sin requerir un hisopo y, por lo tanto, no requiere que los trabajadores de la salud la recolecten. Tampoco implica la extracción de ARN, lo que permite la prueba de PCR directa de las muestras y reduce el tiempo necesario para procesar las muestras, así como los gastos de prueba. Eliminar la extracción de ARN del proceso también permite que una gama más amplia de laboratorios se dedique a las pruebas de saliva que a las pruebas nasofaríngeas. El trabajo de Wyllie despertó el interés de la NBA, que estaba ansiosa por realizar pruebas de saliva como un medio para correr una temporada de manera más segura. La financiación de la NBA apoyó el desarrollo, la validación y la optimización de SalivaDirect al tiempo que proporcionó una población de prueba para validar la prueba para su uso en personas asintomáticas. La prueba SalivaDirect recibió la autorización de uso de emergencia de la FDA en agosto de 2020, lo que permitió su implementación a nivel nacional. A través de Fast Grant, parte del esquema Emergent Ventures establecido por el economista Tyler Cowen, pudo recaudar $ 500 000 adicionales para respaldar el desarrollo posterior de la prueba y para respaldar los esfuerzos de prueba locales. Por sus esfuerzos, Wyllie fue apodada Spit queen («Reina de la saliva») por NPR.
En agosto de 2021, Wyllie escribió a la primera ministra de Nueva Zelanda, Jacinda Ardern, para expresar su preocupación por el lento lanzamiento de las pruebas de saliva en Nueva Zelanda, cuando otros países habían realizado pruebas de saliva ampliamente durante más de un año. También criticó el método utilizado para validar la prueba de saliva realizada por Asia Pacific Healthcare Group (APHG) en Nueva Zelanda, y dijo que APHG estaba usando métodos que no se usaban ampliamente en el extranjero. En septiembre de 2021, Wyllie afirmó en una entrevista en Radio New Zealand que el gobierno de Nueva Zelanda había sido «mal informado» con respecto a las pruebas de saliva. En respuesta, Anoop Singh, director ejecutivo de APHG, cuestionó las calificaciones de Wyllie y la relevancia de su investigación, y afirmó que las muestras de saliva podrían analizarse de la misma manera que los hisopos nasofaríngeos (es decir, con extracción de ARN). Se informó que Singh dijo: «Perdón, ¿quién es Anne Wyllie? ¿Quién es Anne Wyllie? Es una científica investigadora que se encuentra en los EE. UU. en algún campus universitario. ¿Cómo está calificada?». Los comentarios de Singh provocaron una considerable reacción en Internet, incluida la creación de un artículo sobre Wyllie en la Wikipedia en inglés para responder a la pregunta.
El Ministerio de Salud de Nueva Zelanda contrató a APHG para realizar pruebas de saliva a partir de mayo de 2021, pero el programa no comenzó hasta agosto. Singh culpó al Ministerio de Salud de la demora entre la contratación y el despliegue.

## Honores y premios
Wyllie recibió una Medalla de Excelencia de la Junta de Fideicomisarios de Northcote College en 2020. También recibió el Premio de Investigación COVID-19 de la Escuela de Salud Pública de Yale en 2021.